# Bergtapir
Der Bergtapir (Tapirus pinchaque), auch Andentapir oder Wolltapir genannt, ist eine Säugetierart aus der monotypischen Familie der Tapire (Tapiridae). Er stellt den kleinsten der heutigen Tapirvertreter dar und lebt in den Hochlagen der Anden zwischen 2000 und 4500 m Höhe. Sein Verbreitungsgebiet beschränkt sich auf Kolumbien und Ecuador. Das einzelgängerisch lebende Tier ernährt sich von Pflanzenkost. Der Bestand ist aufgrund von Zerstörung der Lebensräume stark gefährdet.

## Körperbau

### Habitus
Der Bergtapir ist die zweitkleinste Tapirart, männliche Tiere erreichen eine Kopf-Rumpf-Länge von rund 180 cm und eine Schulterhöhe von 90 cm, weibliche Tiere sind etwas größer und können bis zu 200 cm lang und über 90 cm hoch werden. Das Gewicht schwankt zwischen 130 und 180 kg, sehr schwere Tiere, sowohl Männchen als auch Weibchen können auch bis zu 260 kg wiegen. Im Durchschnitt sind die Weibchen aber wie beim Flachlandtapir (Tapirus terrestris) 25 bis 100 kg schwerer als die Männchen. Wie alle Tapire hat der Bergtapir einen schwerfällig wirkenden Körper mit schlanken, aber kräftigen Beinen. Die Vorderfüße enden in vier und die Hinterfüße in drei Zehen, der Schwanz stellt nur einen kurzen Stummel dar. Das Gesicht ist wie bei allen Tapiren durch den kurzen Rüssel charakterisiert. Auffälligster Unterschied zu den anderen Tapiren ist, dass die Haut von einem wesentlich wolligeren Fell bedeckt ist, das gegen die Kälte und UV-Strahlung des Hochgebirges Schutz bietet. Dabei kommen besonders lange Haare am Bauch und an der Brust vor, während jene des Rückens und der Seiten deutlich kürzer sind. In der Fellfärbung ähnelt der Bergtapir den beiden anderen amerikanischen Tapirarten, die Farbe ist auf dem Rücken typischerweise dunkelbraun bis schwarz, an den Seiten und am Bauch tritt eine etwas hellere Tönung auf. Markant sind auch die weißen Lippen und die ebenfalls weißen Ohrspitzen. Oftmals erscheinen aber haarlose Hautflecken am Rumpf, die durch die Lebensweise des Bergtapirs entstehen, indem er sich an Felsen reibt oder Geröllhalden hinab rutscht.

### Schädel- und Gebissmerkmale
Der Schädel des Flachlandtapirs erreicht eine Länge von 35 bis 38 cm und ist langgestreckt und flach. Der Scheitelkamm ist im Gegensatz zu seinem nächsten Verwandten, dem Flachlandtapir, eher niedrig und kurz, wodurch auch Kopf des Bergtapirs an der Stirnlinie deutlich flacher wirkt. Der Scheitelkamm besteht aus zwei verwachsenen Knochen, die jeweils dem inneren Rand der Scheitelbeine entwachsen. Das Hinterhauptbein besitzt eine kurze und rechtwinklige Form. Wie bei allen Tapiren ist das Nasenbein deutlich reduziert und liegt hinter dem Mittelkieferknochen. Die Reduktion des Nasenbeins erfolgte durch die Ausbildung des fleischigen Rüssels.
Der Unterkiefer wird bis zu 30 cm lang, besitzt aber einen relativ niedrigen Unterkieferkörper. Das Gebiss eines ausgewachsenen Tieres ist kaum reduziert und weist folgende Zahnformel auf: {\displaystyle {\frac {3.1.4.3}{3.1.3.3}}}. Wie bei der Gattung Tapirus üblich besitzen die jeweils äußeren dritten Schneidezähne eine verlängerte und spitze Kegelform, während alle anderen sowohl im Ober- als auch im Unterkiefer deutlich kleiner sind. Dagegen ist im Unterkiefer der Eckzahn ebenfalls deutlich größer, im Oberkiefer aber reduziert. Zwischen den Schneidezähnen und dem Eckzahn befindet sich ein kleines, vom Eckzahn hin zur hinteren Bezahnung ein merklich größeres Diastema. Die Backenzähne sind sehr niederkronig und besitzen wenig Zahnzement. Dabei ähneln die Prämolaren den Molaren, sind also molarisiert. Letztere weisen eine bilophodonten Aufbau auf, der durch zwei querstehende Zahnschmelzleisten charakterisiert ist, an deren Enden sich jeweils kleine Höcker befinden. Die Zahnschmelzhöcker kennzeichnen die Zähne als bunodont.

### Sinnesleistungen und Lautäußerungen
Wie alle Tapire hat der Bergtapir ein gutes Gehör und einen guten Geruchssinn. Der Sehsinn ist weniger gut entwickelt, dient aber offensichtlich im Nahbereich als wichtiges Kommunikationsmittel, da die Tiere auf schnelle Ohrbewegungen von Artgenossen reagieren, wobei dieser Effekt durch die weißen Ohrränder und -spitzen noch verstärkt wird. Ein schrilles Pfeifen gilt als Kontaktaufnahme, während ein hohes Quietschen bei Gefahr, sowohl für sich als auch für Artgenossen, ausgestoßen wird. Aggressive Tiere sind an einem murrenden Laut erkennbar.

## Verbreitung und Lebensraum

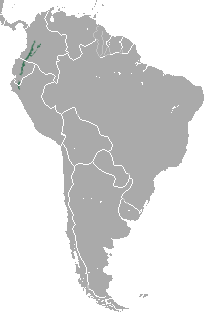
Verbreitung des Bergtapirs

Das Verbreitungsgebiet des Bergtapirs ist das kleinste aller heutigen Tapirarten und ist auf die Andenregionen Kolumbiens, Ecuadors und des nördlichen Perus beschränkt, die einst kleine Population in Venezuela ist höchstwahrscheinlich ausgestorben. In den Anden bewohnt er Zonen mit temperiertem Klima. Sein Lebensraum sind Berg- und Nebelwälder, die sich an der West- und der Ostflanke des Hochgebirgszuges erstrecken. Dabei wandert der Bergtapir auch von den Hochebenen bei 2000 m bis zur Schneegrenze um 4500 m Seehöhe. Dadurch gehören auch baumfreie Busch- und Steppenlandschaften wie der Chaparral und der Páramo zum typischen Verbreitungsgebiet des Bergtapirs. Sehr selten kommt die Tapirart in Regionen unter 2000 m vor, die tiefsten Bergregionen, in denen er gesichtet wurde, liegen bei 1400 bis 1500 m. In Kolumbien existieren zwei, heute wahrscheinlich getrennte Populationen, die einerseits die West- und andererseits die Ostkordilleren umfassen.
Die Individuendichte des Bergtapirs in seinem bewohnten Habitat ist relativ gering. So werden für Ecuador und Kolumbien teilweise nur ein Tapir auf 4 bis 5 Quadratkilometern angegeben, womit der Bergtapir die dünnste Besiedlungsdichte aller Tapirarten aufweist. Bemerkenswerterweise bewohnt der Tapir dabei selten Nationalparks. Von den fast zwei Dutzend Andennationalparks in Kolumbien, die im Verbreitungsgebiet des Tapirs liegen, kommt er in nur sieben relativ regelmäßig vor.

## Lebensweise

### Territorialverhalten

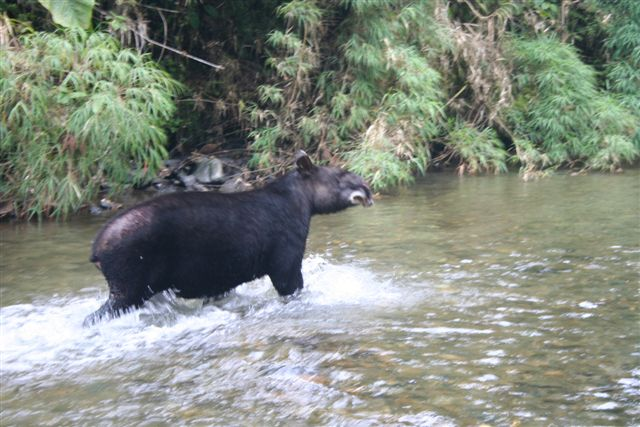
Bergtapir beim Baden

Wie alle Tapire ist der Bergtapir ein nachtaktiver Einzelgänger, der sich tagsüber häufig ins Dickicht zurückzieht, allerdings kann er auch teilweise bei Tageslicht aktiv sein. Er ist ein ausgezeichneter Kletterer, kann aber auch sehr gut schwimmen und tauchen. Außerdem suhlt er häufig im Schlamm. Tapirgruppen bilden sich nur während der Brunftzeit oder umfassen Muttertiere mit Kälbern. Männliche Tiere unterhalten Reviere von 2,5 bis 3,5 km² Größe, die der Weibchen sind teilweise bis zu 8 km² groß, die Ausdehnung der Territorien wechselt aber über das Jahr. Diese erstrecken sich häufig über die verschiedenen Vegetationszonen im Hochgebirge und enthalten häufig mehrere Bade-, Fress- und Schlafplätze sowie Latrinen. Vor allem die Schlafplätze befinden sich in Gebieten mit sehr hoher und dichter Vegetation. Die Tiere halten sich während der Trockenzeiten häufig in höheren Lagen auf und kommen zur Regenzeit in die Wälder hinab.
Die Grenzen der Reviere und die häufig begangenen Pfade werden sowohl bei den männlichen als auch bei den weiblichen Tieren mit Urin und Kot markiert. Da dafür häufig die gleichen Plätze verwendet werden, bilden sich manchmal hohe Dunghaufen, die auch eine der wichtigsten innerartlichen Kommunikationsformen darstellen. Dabei wird der Urin flächig und bis zu vier Meter weit verspritzt. Solche Markierungen gehen häufig mit reflexartig scharrenden Bewegungen der Hinterbeine einher.

### Ernährung

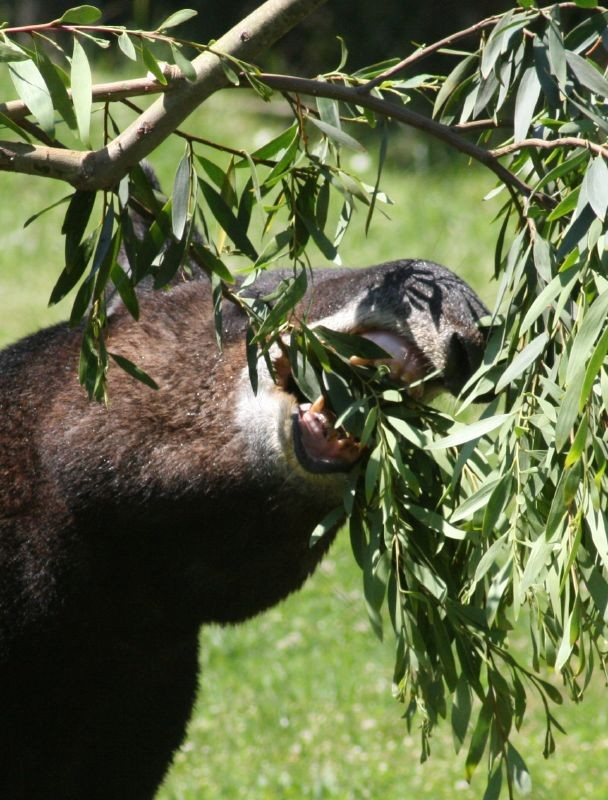
Bergtapir bei der Nahrungsaufnahme

Der Bergtapir ist Pflanzenfresser und aufgrund seiner niederkronigen Backenzähne und der charakteristischen Schmelzbuckel auf der Kauoberfläche an weiche Pflanzenkost wie Blätter, Zweige, Früchte und andere Pflanzenteile angepasst. Dabei sind über 200 Pflanzenarten bekannt, die vom Bergtapir verzehrt werden. Dazu gehören Korbblüten- und Rosengewächse sowie Hülsenfrüchte. Darüber hinaus werden vor allem in der Trockenzeit auch härtere Gräser wie Sauer- und Süßgräser nicht verschmäht. Große Bedeutung hat auch die Pflanzengattung Gunnera, da die Tapirart nicht nur Blätter und Stängel frisst, sondern auch Schutz unter dieser großblättrigen Pflanze sucht. Da der Bergtapir auch Früchte und Beeren vertilgt, trägt er so zur Ausbreitung zahlreicher Pflanzenarten bei, wie es bei einigen Palmengewächsen nachgewiesen ist. Des Weiteren sind Salzlecken und offene Mineralquellen wichtig für das Wohlbefinden der Tiere, die nicht nur den Mineralhaushalt ausgleichen, sondern auch zur Neutralisierung einzelner Pflanzengifte wichtig sind.

### Fortpflanzung
Männliche und weibliche Vertreter des Bergtapirs sind mit rund zwei Jahren geschlechtsreif. Das Weibchen kommt durchschnittlich alle 30 Tage in die Brunft. In dieser Zeit finden sich auch die Männchen ein, die um die Weibchen werben, indem sie an deren Hinterteil schnüffeln, spielerisch sanfte Bisse austeilen und zahlreiche Grunz- und Quietschlaute von sich geben. Die Begattung beginnt mit dem Aufsitzen des männlichen Tieres auf dem weiblichen.
Nach einer rund 13-monatigen Tragzeit (durchschnittlich 393 Tage) bringt das Weibchen meist ein einzelnes Jungtier zur Welt. Dieses ist rund 28 bis 30 cm hoch und wiegt zwischen 4 und 6 kg. Charakteristisch ist die bei allen Tapirkälbern auftretende hellere Grundfärbung, die durch zahlreiche helle, waagerechte Linien und Flecken unterbrochen ist. Das Fleckenmuster dient der Tarnung und verliert sich im Lauf des zweiten Lebenshalbjahres. Die langsame Entwöhnung beginnt mit drei Monaten und ist nach rund einem Jahr abgeschlossen, womit das Jungtier weitgehend selbständig ist. Zu diesem Zeitpunkt ist es fast 100 kg schwer. Insgesamt bleibt das Jungtier bis zu 18 Monate beim Muttertier, etwa genauso lange dauert die Zeit bis zur nächsten Befruchtung. Das Höchstalter eines Bergtapirs wird mit fast 28 Jahren angegeben.

### Interaktionen mit anderen Tierarten

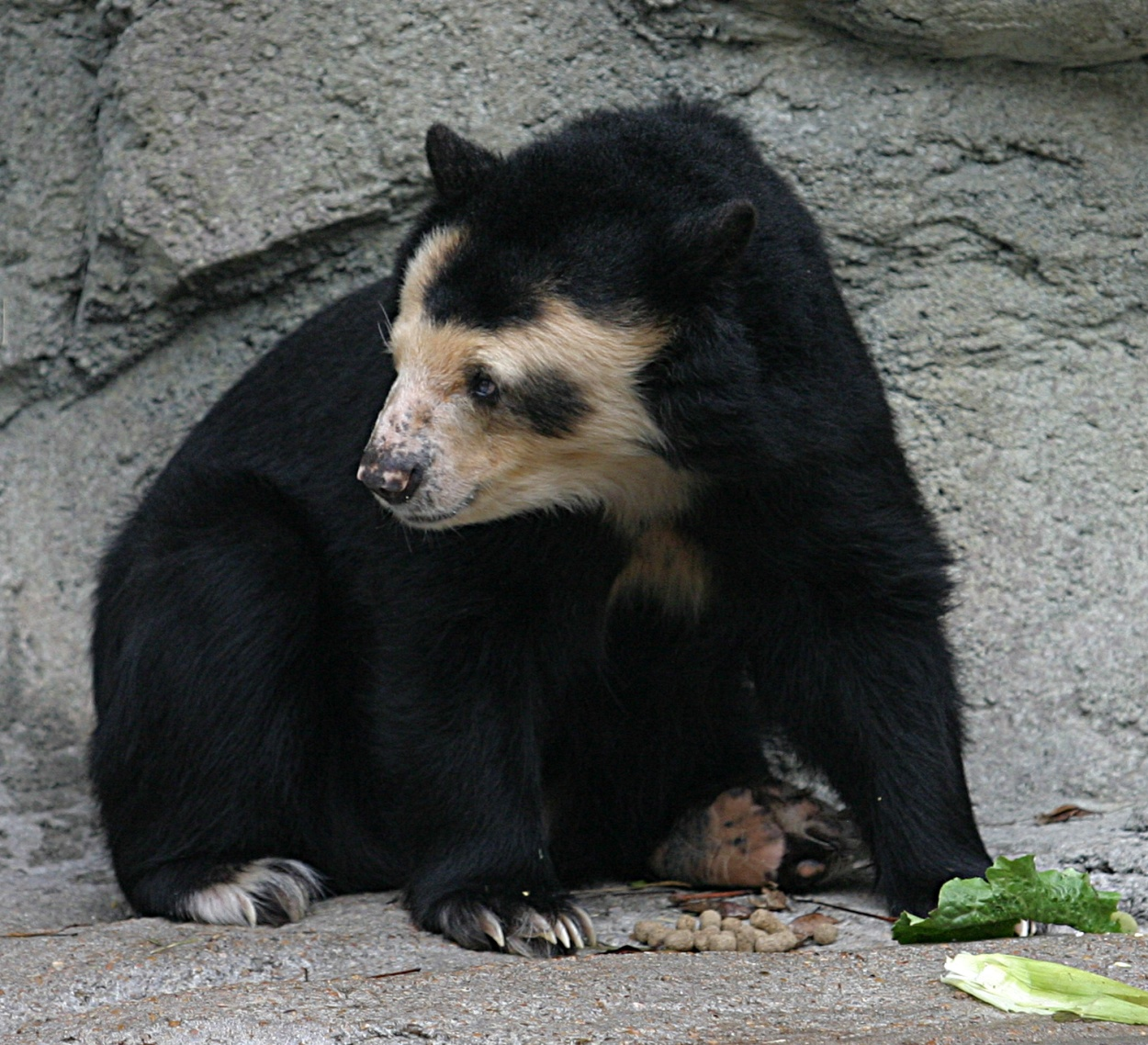
Brillenbär im Zoo Houston, Texas

Der Bergtapir stellt eine wichtige ökologische Komponente in der Neotropis dar. Durch das Anlegen von Pfaden schafft er Korridore, die auch von anderen Tierarten genutzt werden. Insgesamt ist der Bergtapir ein sehr scheues Tier, das sich im Bedrohungsfall oft ins Wasser zurückzieht. Die einzigen natürlichen Feinde des Bergtapirs sind der Puma und der Brillenbär, die auch ausgewachsene Tiere erbeuten können. Nachweise sind aber selten und erfolgen meist über Haarreste des Bergtapirs in den Fäkalien der Raubtiere oder über Tiere mit verheilten Bisswunden. Erstmals im Januar 2014 konnte in einem Schutzgebiet um den Vulkan Puracé in Kolumbien ein Angriff eines Brillenbären auf einen Bergtapir mit Hilfe einer Kamerafalle direkt dokumentiert werden. Seltener tritt der Jaguar als Fressfeind auf, da er normalerweise tiefere Regionen besiedelt, aber durch Abholzung der Tieflandwälder auch gelegentlich in höheren Regionen erscheint. Erwachsene Tiere können sich aber mit ihren spitzen Schneide- und Eckzähnen gut verteidigen (Aggressionen gegenüber Menschen sind sehr selten), teilweise verspritzen sie zur Abwehr auch Wasser mit ihrem Rüssel. Jungtiere werden in manchen Fällen auch Opfer des Andenkondors.

### Parasiten
Zu den Parasiten, die den Bergtapir befallen, gehören vor allem Zecken, nachgewiesen sind Schildzecken der Gattungen Amblyomma und Ixodes. Hauptsächlich zur Trockenzeit sind Bremsen sehr häufig und veranlassen den Bergtapir, in höhere Regionen der Anden zu wandern.

## Systematik
Der Bergtapir ist eine Art der Gattung der Tapire (Tapirus) innerhalb der im Deutschen gleichnamigen Familie der Tapire (Tapiridae) und der Ordnung der Unpaarhufer (Perissodactyla). Mit Hilfe molekulargenetischer Untersuchungen wurden die Verwandtschaftsverhältnisse der heutigen Tapire analysiert. Demzufolge trennte sich die Linie des einzigen asiatischen Tapirs, des Schabrackentapirs (Tapirus indicus), bereits vor 25 Millionen Jahren ab, die des Mittelamerikanischen Tapirs (Tapirus bairdii) folgte vor 11 Millionen Jahren. Die beiden südamerikanischen Vertreter spalteten sich erst vor gut 2 Millionen Jahren voneinander ab, als die Stammform dieser Südamerika über den neu entstandenen Isthmus von Panama erreichte. Der Bergtapir ist dabei die am wenigsten spezialisierte moderne Tapirform.
Anhand molekulargenetischer Untersuchungen zeigte sich eine hohe genetische Variabilität beim Bergtapir, die aber nicht so stark ist wie beim Flachlandtapir. Es können mehrere Haplotypen des Bergtapirs unterschieden werden, die in zwei große Gruppen gegliedert sind und sich vor rund 1,5 bzw. 1,3 Millionen Jahren ausdifferenzierten. Der Urahn dieser beiden Gruppen lebte demnach vor etwa 2,1 Millionen Jahren. Die großen Unterschiede innerhalb des Bergtapirs werden auf die starken Klimaveränderungen während des Pleistozän in den Anden und auf eine deutliche Reduktion der Population in der nachfolgenden Zeit zurückgeführt.

## Stammesgeschichte
Der älteste Nachweis der Gattung Tapirus in Südamerika stammt aus Argentinien und ist rund 1,5 bis 2,5 Millionen Jahre alt. Sie gelangte nach der Schließung des Isthmus von Panama vor rund 3 Millionen Jahren und des im Zuge daraufhin stattfindenden Großen Amerikanischen Faunenaustausches auf diesen Kontinent. Fossilfunde vom Bergtapir sind sehr selten, eine Herausbildung der Art wird aber erst mit der endgültigen Auffaltung der Anden angenommen, welche vor 3 bis 6 Millionen Jahren abgeschlossen war. Häufig wird eine relativ nahe Verwandtschaft mit der ausgestorbenen Art Tapirus mesopotamicus gesehen, aufgrund zu geringen Fossilmaterials und weniger morphologischer Unterschiede zum Flachlandtapir wird eine Unterscheidung dieser beiden Arten als schwierig angesehen.

## Bedrohung

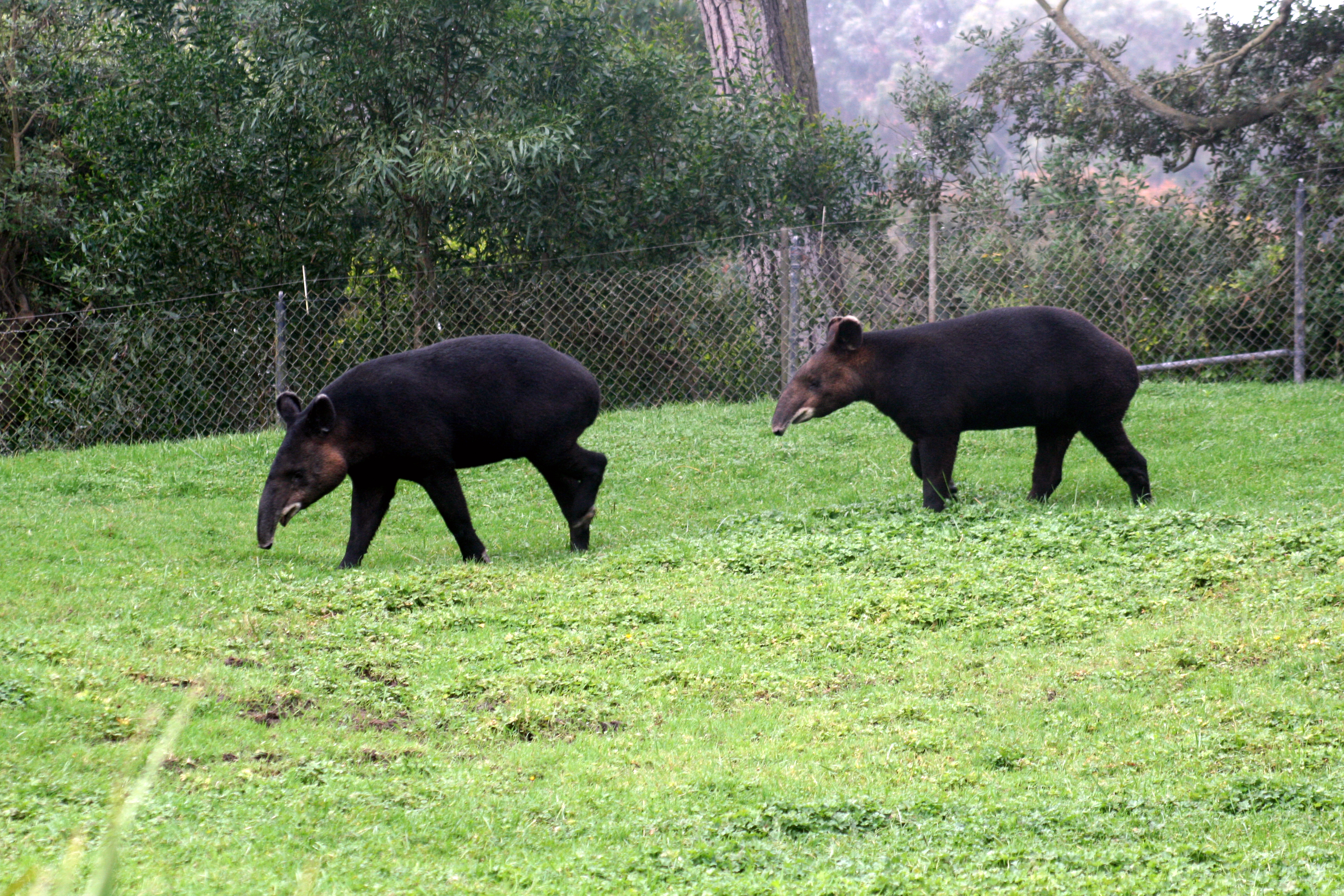
Zwei Bergtapire im Zoo von San Francisco

Der Bergtapir wird von der IUCN als stark gefährdet („endangered“) geführt. Ursprünglich war die starke Bejagung Ursache für die Gefährdung des Bergtapirs. Heute tragen, in Verbindung mit der zunehmenden menschlichen Besiedlung, Waldrodungen und die Zerstörung bzw. Zersplitterung der Landschaften zum Rückgang der Populationen bei. Dies führt dazu, dass große, zusammenhängende Landschaftsräume in den Anden nur noch selten existieren. Weiterhin vertreibt die Konkurrenz von Hausrindern, die teilweise sogar auf den Bergwiesen in den Nationalparks weiden, die Tapirart aus weiten Teilen ihres Verbreitungsgebietes. Die Gesamtpopulation wird auf 2500 Tiere geschätzt, womit dies der seltenste Tapir ist.
In Kolumbien kommt die Art in sieben Nationalparks vor, etwa im Nationalpark Sumapaz, der besonders große Flächen an geeignetem Lebensraum für den Bergtapir beherbergt. Eines der wichtigsten Refugien des Bergtapirs in Südamerika ist darüber hinaus der Sangay-Nationalpark in Ecuador. Weitere Schutzbemühungen finden auch im nördlichen Peru statt, wo kleine Populationen des Bergtapirs nahe dem Cerro Negro leben. In einigen Regionen in Kolumbien und Ecuador dient der Bergtapir auch als Haustier.